# 御荷鉾スーパー林道

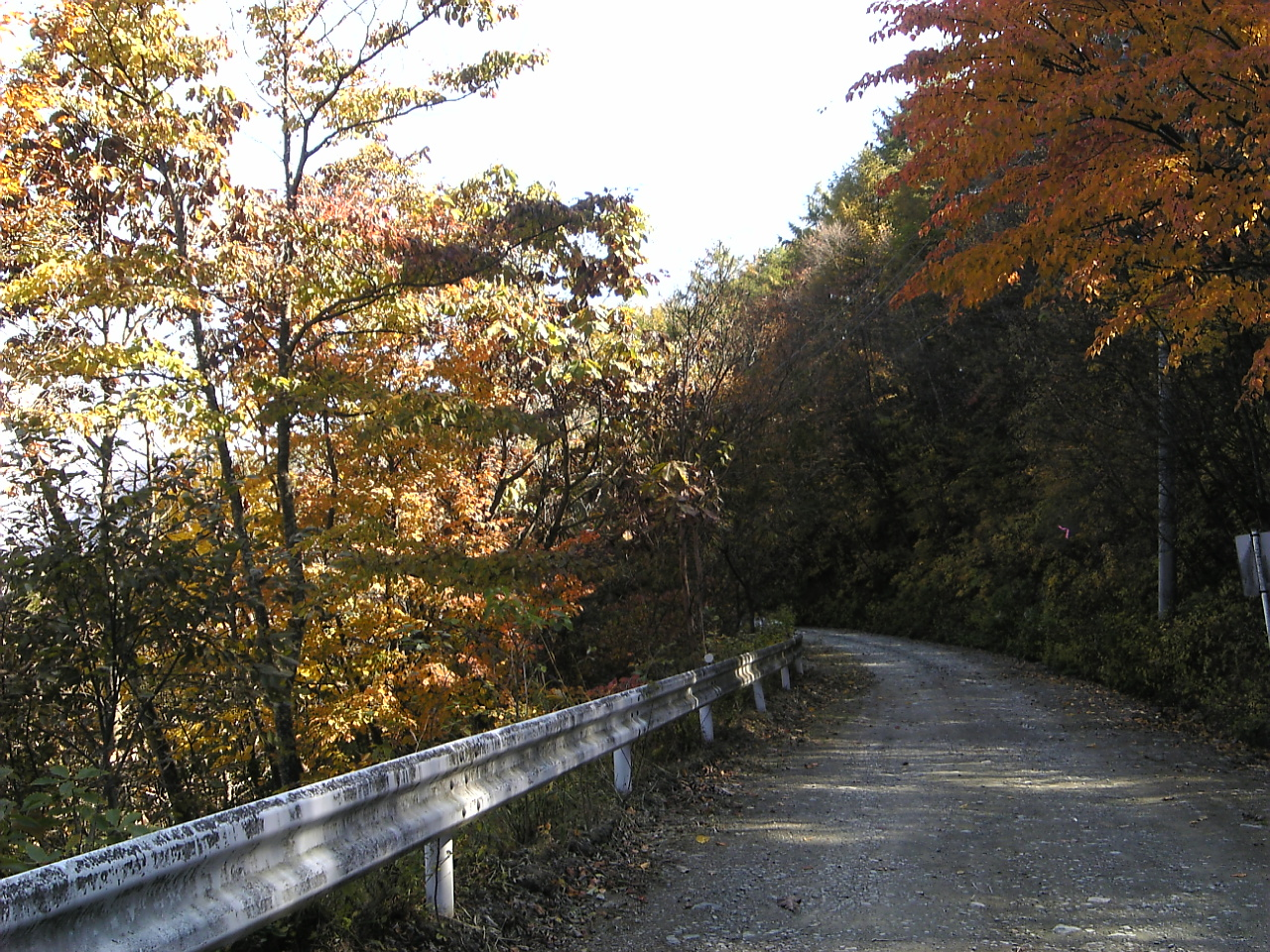
塩沢峠西方（2009年10月）

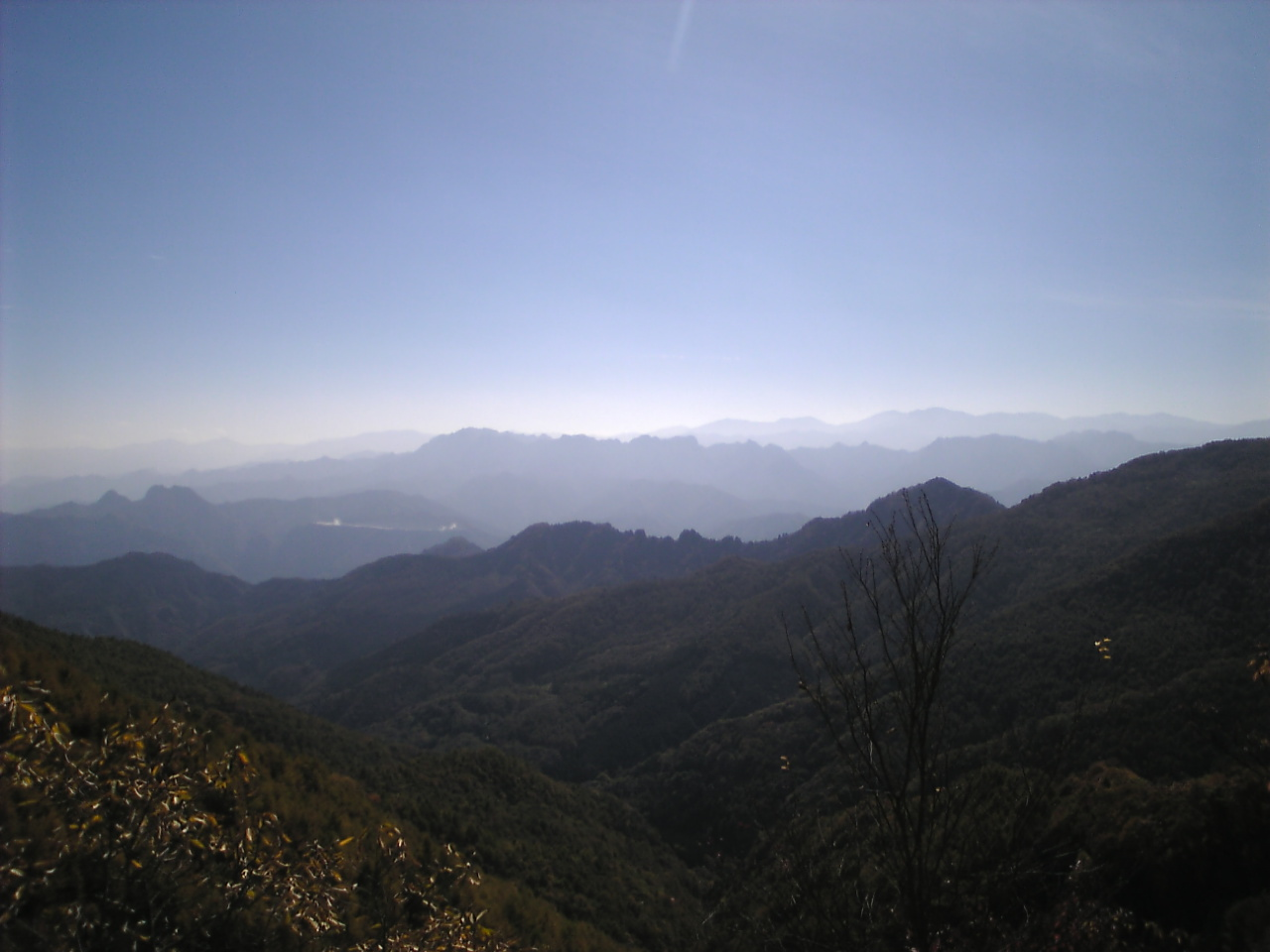
奥秩父山塊の眺望（2009年10月）

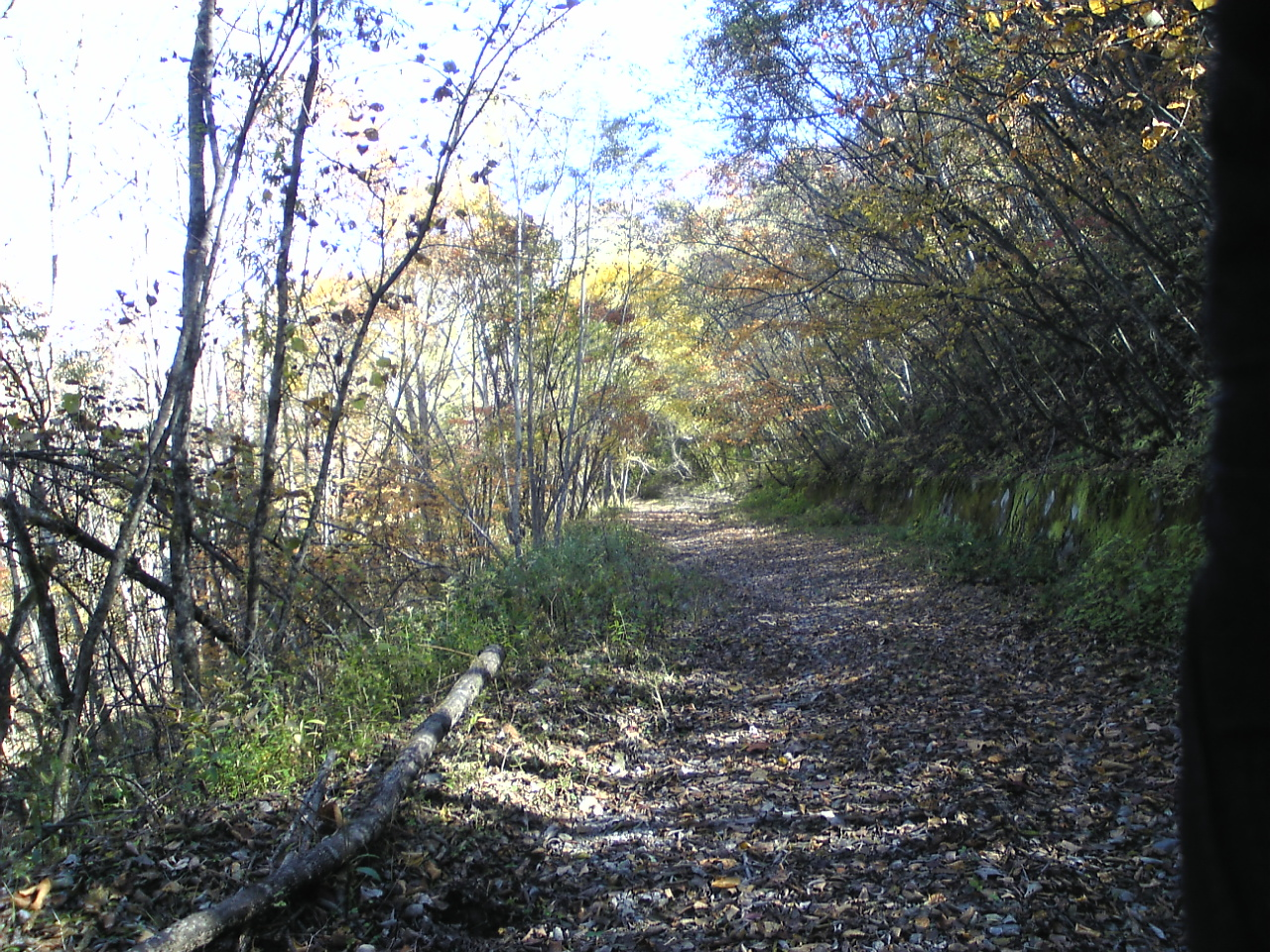
林道七久保橋倉線との接続付近（2009年10月）

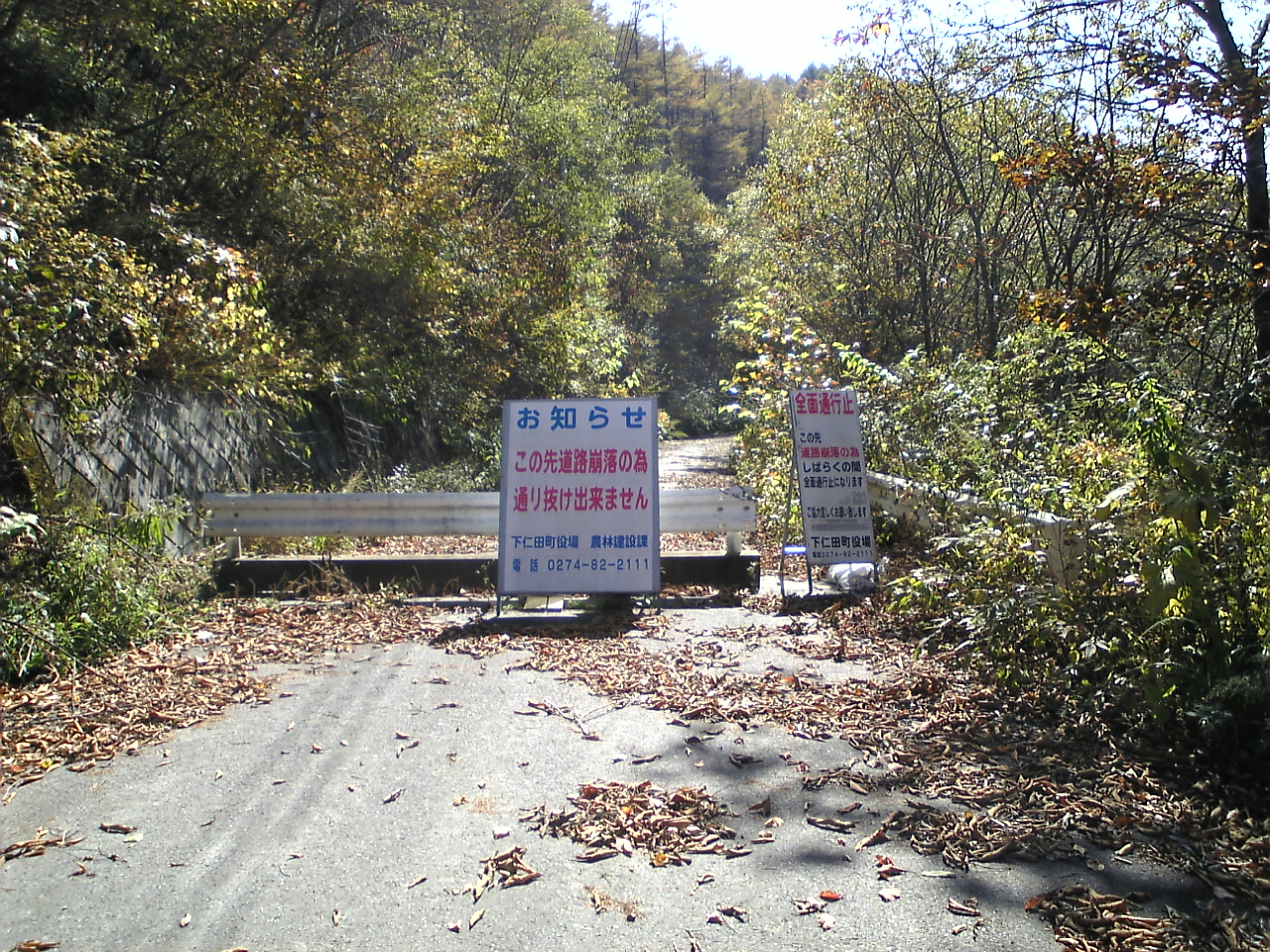
八倉峠手前の通行止ゲート（2009年10月）

御荷鉾スーパー林道（みかぼスーパーりんどう）は、群馬県藤岡市から同県甘楽郡南牧村勧能に至るスーパー林道である。延長約67.1kmであり、関東地方の林道としては最長の部類となる。

## 概要
御荷鉾山系の尾根沿いを東西に走り、南北の眺望が良い区間が続く。尾根沿いに連なる市町村境をなぞるため、東西に数多くの市町村を通過する（東から順に藤岡市、神流町、下仁田町、上野村、南牧村）。管理は各自治体が負っており、通過する自治体によって舗装路・未舗装路が混在している。北方および南方から尾根に至る数々の林道や県道と接続している。
2007年9月6日から7日にかけて関東地方を経て各地に大きな被害をもたらした台風9号の影響により、八倉峠と林道七久保橋倉線分岐点の間で大規模な斜面の崩落が発生した。通行止区間の迂回の為、八倉峠側はそこから分岐する八倉林道を経て南方へ、反対側は林道七久保橋倉線を経て北方へと抜けていた。2015年現在は復旧している。

## 起点・終点
- 路線名：御荷鉾スーパー林道
- 起点：藤岡市（神流湖・国道462号・群馬県道177号会場鬼石線接続）
- 終点：甘楽郡南牧村勧能（群馬県道93号下仁田臼田線接続）

## 交差する主な道路・林道
- 国道462号（神流湖・下久保ダム）
- 群馬県道177号会場鬼石線
- 根際林道
- 栢ヶ舞林道（かやかぶりんどう）
- 坂原林道
- ブナン沢林道
- 茶堂林道
- 法久林道
- 峯大戸谷林道
- 愛宕山林道
- 道平林道
- 東御荷鉾山林道
- 群馬県道71号高崎神流秩父線
- 名無村林道（なむらりんどう）
- 日野林道（群馬県道46号富岡神流線）
- 赤久縄山林道
- 林道七久保橋倉線
- 八倉林道
- 群馬県道45号下仁田上野線（旧道と接続）
- 住居附林道（すもうつくりんどう）
- タルノ沢林道
- 砥沢林道
- 原山林道
- 群馬県道93号下仁田臼田線（終点接続）

## 見どころ
- 雨降山
- 石神峠
- 愛宕山
- 東御荷鉾山
- 西御荷鉾山
- 秋葉峠
- オドケ山
- 塩沢峠
- みかぼ森林公園
- 白鳥岩
- 赤久縄山
- 杖植峠
- 日向山
- 八倉峠
- 御荷鉾スーパー林道展望台
- 日影山
- 桧沢峠
- 塩之沢峠
- 烏帽子岳
- 大仁田ダム
- 三ツ岩岳